# 苏涅 (莱里达省)
苏涅（西班牙語：Suñé）是西班牙加泰罗尼亚莱里达省的一个市镇。 总面积13平方公里，总人口297人（2001年），人口密度23人/平方公里。